# Fanny Nonnen
Fanny Nonnen, född 26 oktober 1799 i Hamburg, död 10 juli 1889 i Brompton, England, var en svensk målare.
Hon var dotter till affärsmannen John Nonnen och Anna Mathilda Lorent och från 1823 gift med pastorn Morgan Morgan. Hon var syster till Edward, Mary (1808–1903), Emily, Charlotte och Ann Nonnen. Fanny Nonnen fick sin konstnärliga utbildning av erfarna konstnärer. Under sin tid i Göteborg 1819–1836 utförde hon ett flertal porträtt av nära släktingar och bekanta. Efter att hon och hennes man flyttade till England medverkade hon i utställningar på Royal Gallery och Suffolk Street Galleries. Hennes konst består av porträtt och landskap i olja eller pastell. Hon var representerad i utställningen Barnet i konsten som visades i Göteborg 1924. Nonnen finns representerad vid Göteborgs historiska museum och Västergötlands museum i Skara.